# Remusatia pumila
Remusatia pumila là một loài thực vật có hoa trong họ Ráy (Araceae). Loài này được (D.Don) H.Li & A.Hay miêu tả khoa học đầu tiên năm 1992.